# Fußball bei den Ostasienspielen

Fußball gehört bei den Ostasienspielen zu den Sportarten, die bisher seit 1993 ständig im Programm der Spiele waren. Das Turnier findet alle vier Jahre statt. Teilnehmer sind die U-23 Fußballnationalmannschaften der neun Verbände Ostasiens. Ein Turnier im Frauenfußball wurde bisher nicht ausgetragen. Bei der ersten Auflage 1993 waren Juniorenteams verschiedener Altersstufen am Start, Nordkorea sogar mit seinem Nationalteam. Seit 1997 gilt, analog der Regelung beim olympischen Fußballturnier, eine Altersbeschränkung von 23 Jahren.

## Die Turniere der Männer im Überblick
| Jahr         | Gastgeber        | Finale    | Finale              | Finale     | Spiel um Bronze | Spiel um Bronze | Spiel um Bronze |
| Jahr         | Gastgeber        | Gold      | Ergebnis            | Silber     | Bronze          | Ergebnis        | 4. Platz        |
| ------------ | ---------------- | --------- | ------------------- | ---------- | --------------- | --------------- | --------------- |
| 1993 Details | Shanghai (China) | Südkorea  | Ligasystem          | Nordkorea  | China           | Ligasystem      | Japan           |
| 1997 Details | Busan (Südkorea) | Südkorea  | Ligasystem          | Japan      | China           | Ligasystem      | Kasachstan      |
| 2001 Details | Osaka (Japan)    | Japan     | 2:1                 | Australien | Südkorea        | 4:1             | Kasachstan      |
| 2005 Details | Macau            | China     | 1:0                 | Nordkorea  | Japan           | 4:1             | Südkorea        |
| 2009 Details | Hongkong         | Hongkong  | 1:1 n. V. 4:2 i. E. | Japan      | Südkorea        | 1:1 4:2 i. E.   | Nordkorea       |
| 2013 Details | Tianjin (China)  | Nordkorea | Ligasystem          | Südkorea   | Japan           | Ligasystem      | Hongkong        |

### Medaillenspiegel
nach 6 Turnieren
| Rang | Land       | Goldmedaille | Silbermedaille | Bronzemedaille | Gesamt |
| ---- | ---------- | ------------ | -------------- | -------------- | ------ |
| 1    | Südkorea   | 2            | 2*             | 1              | 5      |
| 2    | Japan      | 1            | 2              | 2              | 5      |
| 3    | Nordkorea  | 1            | 2              | 0              | 3      |
| 4    | China      | 1            | 0              | 2              | 3      |
| 5    | Hongkong   | 1            | 0              | 0              | 1      |
| 6    | Kasachstan | 0            | 0              | 1*             | 1      |

*Australien trat 2001 als Gastteam an, so dass der Dritte Südkorea die Silbermedaille und der Vierte Kasachstan die Bronzemedaille erhielt.

## Die Turniere der Frauen im Überblick
| Jahr         | Gastgeber       | Finale    | Finale     | Finale | Spiel um Bronze | Spiel um Bronze | Spiel um Bronze |
| Jahr         | Gastgeber       | Gold      | Ergebnis   | Silber | Bronze          | Ergebnis        | 4. Platz        |
| ------------ | --------------- | --------- | ---------- | ------ | --------------- | --------------- | --------------- |
| 2013 Details | Tianjin (China) | Nordkorea | Ligasystem | China  | Japan           | Ligasystem      | Chinese Taipei  |

### Medaillenspiegel
Nach einem Turnier
| Rang | Land      | Goldmedaille | Silbermedaille | Bronzemedaille | Gesamt |
| ---- | --------- | ------------ | -------------- | -------------- | ------ |
| 1    | Nordkorea | 1            | 0              | 0              | 1      |
| 2    | China     | 0            | 1              | 0              | 1      |
| 3    | Japan     | 0            | 0              | 1              | 1      |